# Joan Llaneras
Joan Llaneras Roselló (* 17. Mai 1969 in Porreres) ist ein ehemaliger spanischer Radrennfahrer und zweifacher Olympiasieger. Mit vier olympischen und zwölf Weltmeistermedaillen ist er der bisher erfolgreichste spanische Radsportler (Stand 2022). Seine Spezialdisziplinen waren das Punkte- sowie das Zweier-Mannschaftsfahren.

## Sportlicher Werdegang
Joan Llaneras begann seine Radsportlaufbahn auf der Straße. 1992 bis 1993 sowie 1995 fuhr er für das Team ONCE. 1993 entschied er eine Etappe der Ruta del Sol für sich. Anschließend legte er seinen Schwerpunkt auf die Bahn.
1996 wurde Llaneras zum ersten Mal Weltmeister im Punktefahren. Diesen Titelgewinn wiederholte er 1998 und 2000. Zudem wurde er 2003 Vize-Weltmeister und gewann 1997 sowie 2005 jeweils eine WM-Bronzemedaille in dieser Disziplin. Bei den Olympischen Spielen 2000 in Sydney wurde er Olympiasieger im Punktefahren und holte vier Jahre später die Silbermedaille in dieser Disziplin.
Im Madison wurde Joan Llaneras 1997 zum ersten Mal Weltmeister mit Miguel Alzamora. Sein Standardpartner in den folgenden Jahren wurde aber Isaac Gálvez. Mit ihm wurde er 1999 und 2006 Weltmeister und 2000 sowie 2001 Vize-Weltmeister. 2006 bestritt Llaneras gemeinsam mit Gálvez das Sechstagerennen von Gent, bei dem sein Partner Gálvez an den Folgen eines Sturzes starb. Anschließend dachte Llaneras darüber nach, seine Radsportlaufbahn zu beenden, ging aber 2007 doch wieder an den Start.
Vor den Olympischen Spielen 2008 erklärte Llaneras seinen anschließenden Rücktritt vom Radsport. Bei diesen Spielen errang er zwei Medaillen, eine goldene im Punktefahren und einer silberne gemeinsam mit Toni Tauler im Zweier-Mannschaftsfahren. Bei der Abschlussfeier war er der Fahnenträger der spanischen Mannschaft. Nach seinem offiziellen Rücktritt vom Radsport startete er im Frühjahr 2009 noch einmal beim Sechstagerennen von Rotterdam, das er gemeinsam mit Peter Schep gewann.

## Berufliches
Seit 2008 ist Llaneras als technischer Leiter der Palma Arena tätig. Er betreibt zudem die Escuela de Ciclismo Joan Llaneras und ist auch als Trainer von Kindern und Jugendlichen in der Palma Arena tätig.

## Ehrungen
Joan Llaneras erhielt im Laufe seiner über 20-jährigen Radsportlaufbahn zahlreiche Ehrungen und Auszeichnungen, darunter den Orden Olímpica del COE (1997), der  Premio Don Felipe de Borbón und den Real Orden al Mérito Deportivo in drei verschiedenen Ausprägungen. 2011 wurde er mit der höchsten Sportauszeichnung der Balearen, dem Cornelius Atticus, geehrt. Am 17. März 2025 wurde ein Asteroid nach ihm benannt: (306001) Joanllaneras.

## Erfolge

### Bahn
1996
- Weltmeister – Punktefahren

1997
- Weltmeister – Zweier-Mannschaftsfahren (mit Miguel Alzamora)
- Weltmeisterschaft – Punktefahren

1998
- Weltmeister – Punktefahren

1999
- Weltmeister – Zweier-Mannschaftsfahren (mit Isaac Gálvez)
- Weltcup – Zweier-Mannschaftsfahren (mit Miguel Alzamora)

2000
- Olympiasieger – Punktefahren
- Weltmeister – Punktefahren
- Weltmeisterschaft – Zweier-Mannschaftsfahren (mit Isaac Gálvez)
- Sechstagerennen von Grenoble (mit Isaac Gálvez)

2001
- Weltmeisterschaft – Zweier-Mannschaftsfahren (mit Isaac Gálvez)

2003
- Weltmeisterschaft – Punktefahren

2004
- Olympische Spiele – Punktefahren
- Weltcup – Punktefahren
- Spanischer Meister – Scratch

2005
- Weltmeisterschaft – Punktefahren

2006
- Weltmeister – Zweier-Mannschaftsfahren (mit Isaac Gálvez)

2007
- Weltmeister – Punktefahren
- Weltcup – Punktefahren

2008
- Olympiasieger – Punktefahren
- Olympische Spiele – Zweier-Mannschaftsfahren (mit Antonio Tauler)
- Sechstagerennen Mailand (mit Paolo Bettini)

2009
- Sechstagerennen Rotterdam (mit Peter Schep)

## Straße
1993
- eine Etappe Ruta del Sol

## Teams
- 1992 ONCE
- 1993 ONCE
- 1995 ONCE